# DJ Tatana
DJ Tatana (* 7. Oktober 1976 in Uherské Hradiště, Tschechoslowakei; bürgerlich Taťána Štěrbová) ist eine Schweizer Trance-DJ und Produzentin. Sie ist Inhaberin des Trance-Plattenlabels Sirup.

## Leben
Tatana wurde am 7. Oktober 1976 in der ehemaligen Tschechoslowakei geboren. Mit ihrer Familie immigrierte sie 1980 in die Schweiz. Während ihrer Schulzeit spielte sie diverse Instrumente und besuchte eine Tanzschule für Ballett und Jazz. Bis 2009 war sie – 15 Jahre lang – mit EDX liiert. Sie hat zwei Söhne.

## Karriere
Im Mai 1994 legte DJ Tatana erstmals bei einer Party im Club Grodoonia in Rümlang (Schweiz) auf. Drei Jahre später produzierte sie ihre Debüt-Single What The Hell Is So Funny...? in Zusammenarbeit mit Torsten Stenzel. Die Single wurde über Liquid Records veröffentlicht. 1998 trat sie bei der Street Parade in Zürich und beim Mega-Rave Energy 98 auf, einer der größten jährlichen Veranstaltungen dieser Art in der Schweiz. Im selben Jahr veröffentlichte sie ihre erste Mix-CD mit dem Titel Live At Street Parade. Kurz darauf folgte ihre zweite Produktion mit dem Namen The Second Chapter E.P., wiederum auf Liquid Records. Im Jahr 1999 kollaborierte sie mit DJ Energy für die Single End of Time, die von Ministry of Sound unter Vertrag genommen wurde. Auch 1999 war DJ Tatana erneut für die offizielle Haupt-Mix-CD der Street Parade in Zürich verantwortlich und steuerte die Hymne More Than Words bei, die es bis auf Platz 13 der Verkaufscharts schaffte. Für ihre herausragende Leistung in den Jahren 1998 und 1999 wurde sie mit dem Swiss DJ Award ausgezeichnet.
Im Jahr 2000 veröffentlichte DJ Tatana ihre Mix-CD 24 Karat, die sich in den offiziellen Schweizer Charts auf Platz 9 positionierte. Das darauf folgende Mix-Album Pink Punk erschien im Mai 2001 und erreichte den 5. Platz in den Album-Charts. Die darin enthaltene Single Superpop erlangte mit 46 000 verkauften Tonträgern eine Platin-Auszeichnung und schaffte es auf Platz 2 der Single-Charts. Ebenfalls auf diesem Album befand sich der bis dato erfolgreichste Schweizer Dance-Hit aller Zeiten namens Words. Words verzeichnete 34 Wochen in den Charts und wurde mit einer Gold-Auszeichnung belohnt. Zusätzlich erhielt DJ Tatana Platin für ihre Kompilation Energy 2001 und Gold für die Energy 2002-Kompilation. Mit ihrem Track The World Smasher Words konnte sie in mehr als zehn Ländern einen Platz in den Top 10 der Hitlisten erreichen. Im selben Jahr produzierte sie den Song Can’t Beat This Feeling für die Schweizer Coca-Cola-Kompilation und erstellte einen Remix für die Hymne Always Coca-Cola. Dadurch wurde ihr Name als TATANA auf mehr als 18 Millionen Coca-Cola-Flaschen gebrandet, was ihre Popularität weiter steigerte.
2003 erreichte DJ Tatana mit ihrer Single Wildlife die Spitze der Schweizer Album-Charts. Für ihre Beteiligung an der Kompilation Street Parade 2004 erhielt sie eine Platin-Auszeichnung, da mehr als 50.000 Einheiten verkauft wurden. Im Sommer 2004 folgte in Zusammenarbeit mit BT ein Remix von DJ Tiestos Love Comes Again. 2005 remixte sie Shivers von Armin van Buuren.
Der Autohersteller Seat brachte 2005 eine einzigartige DJ-Tatana-Edition des Seat Leon heraus, die innerhalb weniger Wochen ausverkauft war. Musikalisch landete sie im Sommer 2005 mit Today Is Tomorrow auf 10. Platz in den Schweizer Airplay- und Verkaufscharts. Im selben Jahr präsentierte sie ihre eigene TV-Show auf VIVA Television. Im Herbst des Jahres 2005 war sie in einer neuen TV-Werbekampagne für SWISS International Airlines zu sehen und arbeitete zusammen mit XBox-360 für deren Hauptspiel Perfect Dark Zero mit. Die offizielle Single-Veröffentlichung aus diesem Projekt trug den Namen If I Could. Das SRF produzierte den 52-minutigen Dokumentarfilm DJ Tatana – Unterwegs mit der Technokönigin der Schweiz. In der TV-Talkshow Aeschbacher war sie ebenfalls mehrmals zu Gast.
Im Jahr 2006 remixte sie die Single City Lights von CJ Stone. Im selben Jahr erreichte sie Platz 74 im DJ Mag Top 100 Poll der weltweiten DJs. Dies war das erste Mal, dass ein Schweizer DJ in diese Liste aufgenommen wurde. Dabei erhielt sie Stimmen aus 147 verschiedenen Ländern. Im Jahr 2007 trat Tatana als erste DJ mit ihrer Live-Show im Zürcher Hauptbahnhof auf. Zusätzlich zu ihren Soloprojekten gründete sie gemeinsam mit Sean Tyas das Duo T&T.
2008 beschloss Tatana, eine Pause von ihrer Arbeit einzulegen. Dennoch schaffte sie ihr Album Tatana: Tatana zu veröffentlichen. Der Track Spring Breeze wurde kontinuierlich von Tiesto gespielt und war auf Armin Van Buurens State of Trance-Album enthalten.
Im Jahr 2011 kehrte sie mit ihrem Album „Heart“ zurück, das Zusammenarbeiten mit Natalia Kills und anderen beinhaltete. 2012 erreichte sie die Top 10 der britischen Dance-Charts und die Top 10 der Schweizer Album-Charts.
Die Diskografie von DJ Tatana umfasst mehr als 15 Alben, 20 Mix-Kompilationen und über 110 Singles. Mit ihren Veröffentlichungen konnte sie mehr als 500.000 Tonträger verkaufen. Ihr Erfolg spiegelt sich auch in den Charts wider, wo sie fünf Mal die Spitze der Schweizer Album-Charts erreichte, darunter drei aufeinanderfolgende Platzierungen. Aufgrund ihrer Leistungen wurde sie mit 20 Gold- und 6 Platin-Awards ausgezeichnet. Weiterhin ist sie eine regelmäßige Künstlerin auf Festivals, darunter auch seit 2022 jährlich auf der Street Parade.

## Auszeichnungen
- 1998: Swiss DJ Award
- 1999: Swiss DJ Award
- 2002: Prix Walo in der Kategorie Dance
- 2005: Prix Walo in der Kategorie Dance
- 2008: Swiss Music Awards Best Album Dance National Variété The Show

## Diskografie

### Alben
- 1998: The Mix – Vol. 1
- 2000: 24 Karat
- 2000: Pure Elements
- 2001: Pink Punk
- 2002: Superpop
- 2003: Wildlife
- 2004: This Is Trance
- 2004: Neon Lights
- 2005: Peace & Love
- 2005: Greatest Hits
- 2006: Electrify
- 2006: A Tribute to Trance
- 2007: Variété
- 2008: Tatana
- 2011: Heart

### Kompilationen
- 1998: Street Parade 1998 – Live
- 1999: Goliath 4
- 1999: Street Parade 1999
- 2001: Energy 2001
- 2001: Energy 2001 – The Annual
- 2002: Energy 2002
- 2002: Sirup Vol. 1
- 2002: Energy 2002 – The Annual
- 2002: Energy 02 – 10 Years (A Decade In Dance)
- 2002: Energy 2003
- 2002: Energy 03 – The Annual
- 2004: Street Parade 2004
- 2004: Energy 2005 – The Annual
- 2005: Street Parade 2005
- 2005: Energy 2006 – The Annual
- 2006: Summer Parade 2006 (CH: Gold)
- 2006: Energy 2007 – The Annual
- 2007: Summer Parade 2007
- 2008: Energy 2008 – The Annual
- 2008: Summer Parade 2008
- 2009: Summer Parade 2009
- 2010: Energy 2010 – The Annual

### Singles
- 1998: What The Hell Is So Funny...?
- 1998: Moje Oci (Das Modell)
- 1998: Summerstorm
- 1999: End of Time (mit DJ Energy)

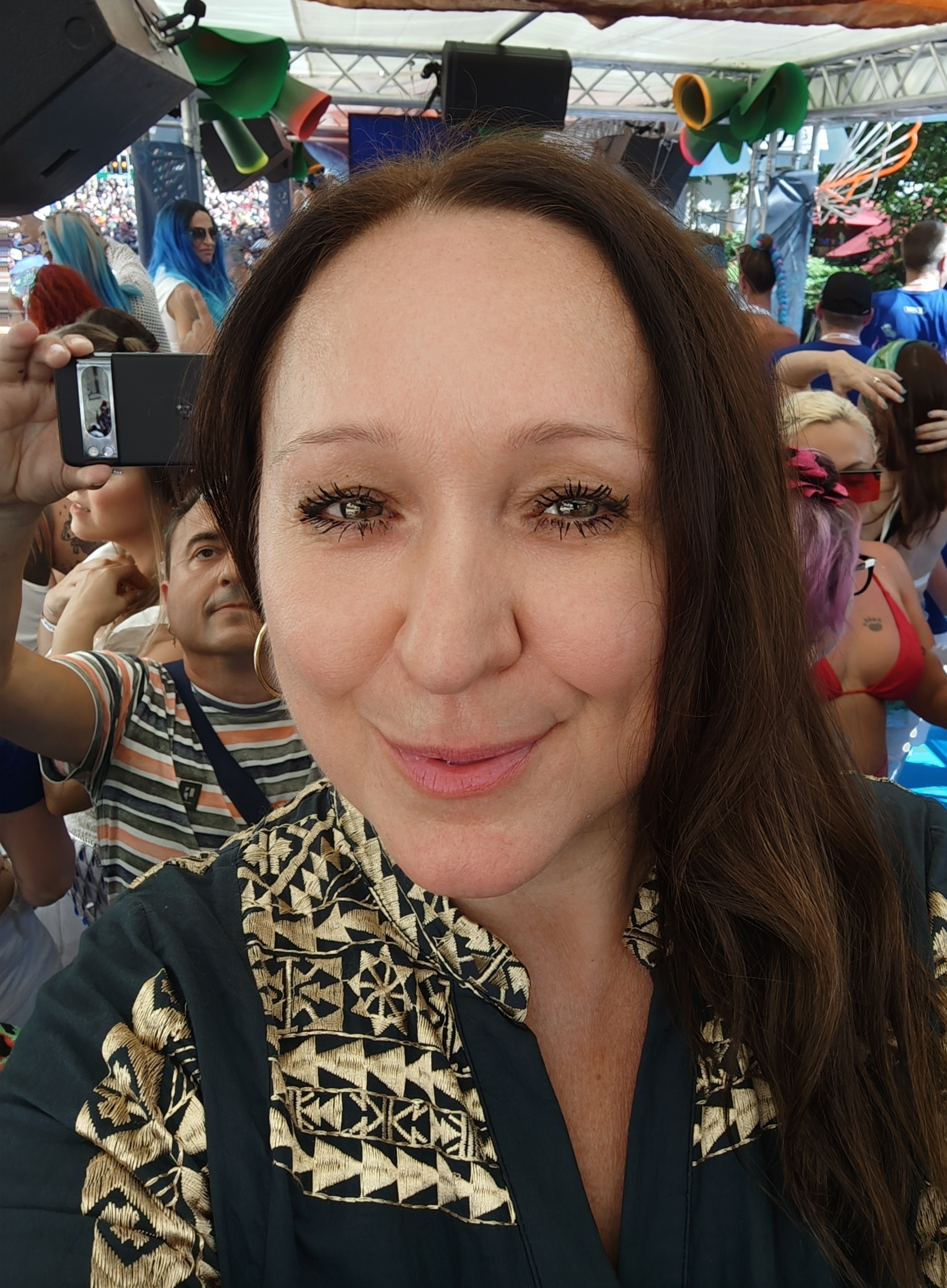
Tatana
(Street Parade 2024)

- 1999: More Than Words (Street Parade 1999 Hymn)
- 2000: Dream Off
- 2001: Feel (Energy 2001 Theme, mit DJ Energy)
- 2002: Words
- 2003: Moments
- 2003: Machine Destruction
- 2003: Liberty (Energy 2003 Theme, mit DJ Energy)
- 2003: Soul Cry (mit The Mystery)
- 2004: Always on My Mind (mit Jaël)
- 2004: Elements of Culture (Street Parade 2004 Hymn)
- 2005: All That I Feel (mit Pee)
- 2005: Today Is Tomorrow (Street Parade 2005 Hymn, mit Morris)
- 2005: If I Could (mit Joanna)
- 2006: Free
- 2006: Silence (mit Sarah Vieth)
- 2007: Summer Days
- 2007: Children 2007 / Airwave 2007 (als T&T mit Tyas)
- 2008: Soulmate
- 2008: Cut Me Loose
- 2008: Spring Breeze
- 2012: You Can’t Get In My Head (If You Don’t Get In My Bed) (mit Natalia Kills)
- 2013: Heart
- 2018: The Power Of Now
- 2018: Resonance
- 2018: Polarity
- 2018: Light Your Fire / You Are
- 2018: Oasis (mit Marlon Rube & AxelPolo)
- 2020: Brand New (mit Nadine Vinzens)
- 2021: Loving You (mit Sal Del Sol)
- 2023: Black Mirror (mit 88Birds)
- 2024: Affection (mit Artem & Richard Wipf)
- 2024: End of Time (mit Patrick Husmann & Torsten Stenzel)

### Remixes
- 1999: DJ Cyglas – Goliath Is Back
- 2001: Miss Loony – Explain
- 2001: DJ Phrenetic – Energy Fly
- 2001: Andy Prinz – Into the Ocean
- 2001: DJ Energy – Belfagor
- 2001: Chicane – Saltwater
- 2002: The Mystery – Devotion
- 2002: The Mystery – All I Ever Wanted
- 2002: Agent Dateline – Last Song
- 2002: Coca-Cola – Can’t Beat the Feeling
- 2002: Coca-Cola – Always Coca-Cola
- 2003: DJ Spoke – Infinity
- 2004: Tiësto – Love Comes Again
- 2005: Three Drives – Greece 2000
- 2005: One More Angel – Breathe
- 2005: Armin van Buuren – Shivers
- 2006: CJ Stone – City Lights
- 2009: Passenger 10 – Mirage